# Крунослав'є
45°41′ пн. ш. 18°07′ сх. д. / 45.68° пн. ш. 18.11° сх. д.
Крунослав'є (хорв. Krunoslavje) — населений пункт у Хорватії, в Осієцько-Баранській жупанії у складі громади Вилєво.

## Населення
Населення за даними перепису 2011 року становило 89 осіб.
Динаміка чисельності населення поселення:

## Клімат
Середня річна температура становить 11,16 °C, середня максимальна – 25,30 °C, а середня мінімальна – -5,82 °C. Середня річна кількість опадів – 673 мм.
| Клімат поселення                              | Клімат поселення | Клімат поселення | Клімат поселення | Клімат поселення | Клімат поселення | Клімат поселення | Клімат поселення | Клімат поселення | Клімат поселення | Клімат поселення | Клімат поселення | Клімат поселення | Клімат поселення |
| Показник                                      | Січ.             | Лют.             | Бер.             | Квіт.            | Трав.            | Черв.            | Лип.             | Серп.            | Вер.             | Жовт.            | Лист.            | Груд.            |                  |
| Середній максимум, °C                         | 5,86             | 7,98             | 12,50            | 17,19            | 22,48            | 25,30            | 25,13            | 24,61            | 20,32            | 14,97            | 9,19             | 5,10             |                  |
| Середня температура, °C                       | 0,02             | 2,14             | 6,66             | 11,36            | 16,64            | 19,48            | 21,52            | 20,98            | 16,70            | 11,33            | 5,55             | 1,50             |                  |
| Середній мінімум, °C                          | −5,82            | −3,69            | 0,83             | 5,52             | 10,80            | 13,63            | 17,90            | 17,36            | 13,08            | 7,72             | 1,94             | −2,16            |                  |
| Норма опадів, мм                              | 41               | 37               | 40               | 52               | 64               | 86               | 63               | 62               | 53               | 57               | 66               | 52               |                  |
| Середньомісячна швидкість вітру, м/с          | 2.30             | 2.54             | 2.80             | 2.71             | 2.40             | 2.20             | 2.20             | 2.00             | 2.00             | 2.10             | 2.21             | 2.34             |                  |
| Середньомісячна сонячна радіація, кДж/м²·день | 4164             | 6874             | 10747            | 15325            | 19334            | 21447            | 22187            | 20077            | 14816            | 9147             | 4689             | 3471             |                  |
| --------------------------------------------- | ---------------- | ---------------- | ---------------- | ---------------- | ---------------- | ---------------- | ---------------- | ---------------- | ---------------- | ---------------- | ---------------- | ---------------- | ---------------- |
| Джерело:                                      |                  |                  |                  |                  |                  |                  |                  |                  |                  |                  |                  |                  |                  |